# Lomelosia robertii
Lomelosia robertii är en tvåhjärtbladig växtart som först beskrevs av Jean François Gustave Barratte, och fick sitt nu gällande namn av W. Greuter och Burdet. Lomelosia robertii ingår i släktet Lomelosia och familjen Dipsacaceae. Inga underarter finns listade i Catalogue of Life.